# Sturgis Nikides
Sturgis Nikides (9. března 1958 – 9. dubna 2024) byl americký kytarista a zpěvák. V sedmdesátých letech prošel několika méně známými kapelami a v roce 1979 se stal členem doprovodné skupiny hudebníka Johna Calea, s nímž nahrál jedno album. Po odchodu v roce 1981 se hudbě věnoval méně, v roce 2004 vydal jedno sólové album a v letech 2011 až 2017 tři desky s kapelou Low Society, kterou tvořil se svou manželkou Mandy.

## Život
Pocházel z rodiny řeckého původu. Narodil se v Brooklynu, od osmi vyrůstal v New Jersey a později na Staten Islandu; v patnácti opustil domov. Na kytaru začal hrát v roce 1965 pod vlivem skupiny The Beatles a v roce 1969 založil svou první skupinu. V polovině sedmdesátých let působil v několika skupinách newyorské undergroundové punkrockové scény, včetně The Sharp a Neon Leon Band, a později i v několika vlastních kapelách.
Působil mj. v kapele Joe Bidewell Group. S jejím lídrem, Joem Bidewellem, rovněž doprovázel zpěvačku Nico při koncertech v klubu Squat Theatre. V roce 1979 se na Bidewellovo doporučení (sám v ní hrál) stal členem doprovodné skupiny Johna Calea, se kterým nahrál singl „Mercenaries (Ready for War)“ (1980) a album Honi Soit (1981), ale brzy poté ze skupiny odešel. V roce 1989 opustil New Yorku a usadil se v Miami, kde působil ve skupině Voidville se zpěvačkou Diane Ward a věnoval se produkci nahrávek jiných interpretů a skládání instrumentální hudby pro film a televizi. V roce 2004 vydal své první sólové album Man of Steel. V roce 2009 se podílel na dokumentárním filmu Who Killed Nancy?.
Dne 29. října 2010 se oženil se zpěvačkou Mandy Lemons, s níž založil kapelu Low Society. Ta v letech 2011 až 2017 vydala tři studiová alba. Zpočátku působili v New Yorku, od roku 2012 pak žili v Memphisu. Kapela často vystupovala v Evropě, několik koncertů odehrála i v Česku.
Sturgis Nikides zemřel v noci z 8. na 9. dubna 2024 v nemocnici v Memphisu ve věku 66 let. V létě 2023 prodělal bypass srdce, ze kterého se uzdravil, ale počátkem následujícího roku mu byla diagnostikována agresivní forma rakoviny.

## Diskografie
- Honi Soit (John Cale, 1981)
- Live at the Square Vol. II (různí, 1993)
- Man of Steel (Sturgis Nikides, 2004)
- High Time (Low Society, 2011)
- You Can't Keep a Good Woman Down (Low Society, 2014)
- Sanctified (Low Society, 2017)
- Hizumi (Magnum Dopus, 2019)